# Французская Гвинея
Францу́зская Гвине́я (фр. Guinée française) — бывшее французское колониальное владение в Западной Африке.
Колония Французская Гвинея была образована в 1891 году из колонии Ривьер дю Сюд. Колонией управлял лейтенант-губернатор, подчинённый генерал-губернатору колонии Сенегал. С 1904 года этот порядок подчинения был формализован путём образования колониального объединения Французская Западная Африка.
После Второй мировой войны Четвёртая французская республика начала расширять политические права своих колоний, и Французская Гвинея получила статус «заморской территории». Когда в 1958 году образовалась Пятая французская республика, Французский Союз был преобразован во Французское сообщество, и на территориях, входивших в состав бывшей Французской Западной Африки, были проведены референдумы. Население Французской Гвинеи проголосовало за независимость, и в 1958 году было образовано независимое государство Гвинея.